# Budapesti Vasutas Sport Club
Il Budapesti VSC (Budapesti Vasutas Sport Club), noto anche come BVSC Budapest, BVSC-Zugló o con la sigla BVSC, è un club polisportivo di Budapest, in Ungheria. Di maggiore importanza sono le sezioni calcistiche, della pallanuoto, del ping pong e di lotta.

## Storia
Fondato nella primavera del 1911, nel VIII distretto di Budapest, in Kerepesi út 5. Su iniziativa di Géza Király nel cortile dell'ottava casa che sorgeva sulla via con il nome di Budapest Vasutas Sport Club. I colori sociali erano: il collo e i polsini erano rossi su fondo bianco, con una grande ruota ferroviaria alata rossa sul petto. La loro prima sede del club era un piccolo ufficio al primo piano situato sul lato delle partenze nella stazione ferroviaria di Keleti palyaudvar. La maggior parte dei fondatori erano passeggeri delle ferrovie austro-unghariche che in precedenza erano attivi in altre associazioni sportive non ferroviarie, mentre i membri del club erano dipendenti delle stazioni ferroviarie di Budapest. 
Dopo appena tre anni dalla fondazione del BVSC scoppiò la Prima guerra mondiale, che rese impossibile l'attività del giovane club. Molti giocatori e allenatori caddero o furono vittime della guerra, quindi ci vollero anni prima che il club si rimettesse in piedi. Nel 1921 fu convocata la prima assemblea generale, fu così eletta la nuova direzione, il nuovo presidente del club fu István Csordás, inoltre fu nominato un vicedirettore del club. La nuova direzione è stata incaricata di rilanciare il Club sportivo ferroviario di Budapest e di offrire opportunità sportive ai passeggeri ferroviari amanti dello sport nelle stazioni ferroviarie della capitale.
Come è noto, il movimento sportivo venne riorganizzato all'inizio degli anni Cinquanta. In base alla decisione congiunta della presidenza della SZOT e dell'OTSB , alla fine del 1954 fu istituito un "matrimonio sportivo" tra le tre associazioni capitali appartenenti al Ministero dei Trasporti, Mons. Lokomotív, Előre e Postás. Mons. Törekvés, nata dall'unione di tre associazioni, è diventata una delle associazioni più grandi del paese per numero di divisioni e atleti. Rimase un anno e mezzo dopo, quando riprese il vecchio nome. Il Budapest Railway Sport Club ha continuato ad operare con 18 classi specialistiche . Presieduto da József Gámán .
L'associazione ha sempre occupato un posto speciale nella storia dello sport universale ungherese, 1969 . in base alla classifica annuale è stata inserita tra le dieci associazioni più riconosciute e di maggior successo. Alcune delle sue divisioni - scherma, nuoto, lotta, ping pong - gli hanno valso fama nazionale e internazionale. Secondo le statistiche compilate nell'anno giubilare (1971), l'associazione aveva 13 divisioni - ping pong, atletica, lotta, hockey su ghiaccio, ciclismo, pallamano, calcio , tuffi, pallavolo, tennis, nuoto, scherma e pallanuoto - e una squadra sportiva scuola. Il numero delle persone impiegate nei dipartimenti: 1.523 persone (compresi gli studenti sportivi), di cui 57 - 14 dei quali come professione principale - erano allenatori.
Nel 2011 il nome del BVSC è cambiato in BVSC-Zuglo, poiché la gestione del club è stata assunta dal XIV. comune distrettuale.

### Cambi di denominazione
Durante la sua storia il club ha subito vari cambi di denominazione:
- 1911 Budapesti VSC
- 1914 Konzum
- 1946 Budapesti Lokomotiv
- 1954 Budapesti TSE
- 1956 Budapesti VSC
- 1990 BVSC Mavtransped
- 1992 BVSC Novép
- 1993 BVSC Dreher
- 1997 BVSC Zugló
- 1998 Budapesti VSC
- 2001 BVSC-Zugló FC
- 2011 BVSC-Zugló

## Calcio
La sezione calcistica ha raggiunto il suo apice negli anni '90 del XX secolo quando la squadra ha raggiunto due volte la finale di Coppa d'Ungheria, giungendo una volta seconda anche in campionato. Ha partecipato alla Coppa delle Coppe 1997-1998 e alla Coppa UEFA 1996-1997.

### Palmarès

#### Competizioni nazionali
- Nemzeti Bajnokság II: 2

1957-1958, 1990-1991
- Nemzeti Bajnokság III: 1

2022-2023

#### Altri piazzamenti
- Campionato ungherese:

Secondo posto: 1995-1996
- Coppa d'Ungheria:

Finalista: 1995-1996, 1996-1997
- Nemzeti Bajnokság II:

Terzo posto: 1978-1979, 1989-1990
- Coppa Mitropa:

Finalista: 1992

## Pallanuoto
La sezione pallanuotistica ha ottenuto importanti risultati, sia in campo nazionale che internazionale; in particolare ha vinto sette campionati e cinque coppe nazionali, partecipando diverse volte alla LEN Champions League e arrivando per due volte in finale di Coppa delle Coppe. Con la formazione femminile ha conquistato cinque campionati nazionali.